# Еверт Фервей
Еверт Йоганнес Віллем Вервей, також Фервей, (народився 30 квітня 1905 року в Амстердамі, † 13 лютого 1981 року в Утрехті) — голландський хімік, який займався фізичною хімією.
Вервей вивчав хімію в Амстердамському університеті, маючи диплом (докторський іспит) у 1929 р. Потім він був асистентом у Гронінгенському університеті з 1931 р., де здобув докторський ступінь у 1934 р. від Гуго Рудольфа Кройта (1882—1959). У 1934 році він поїхав до лабораторій Philips в Ейндховені. Там він далі розглядав колоїди (тема його дисертації) та оксидні матеріали (перехід Вервея в магнетиті названий його ім'ям). З 1946 по 1967 рік він став директором лабораторії разом з фізиком Гендриком Казиміром та інженером Ерре Рінією.
Він відомий теорією DLVO (названий на честь Б. Дерягіна, Льва Ландау, Вервея, Теодора Овербека) взаємодії заряджених поверхонь у рідинах, наприклад для опису колоїдів.
У 1967 році він отримав почесний докторський ступінь Делфтського технічного університету, а з 1949 — член Королівської голландської академії наук. Він також був куратором Утрехтського університету.
Дружина — Хільда Вервей-Йонкер (1908—2004).